# Bachoco

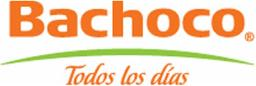

Bachoco (legalmente Industrias Bachoco, S.A.B. de C.V.), es una empresa multinacional mexicana dedicada a la avicultura, cría de cerdo fundada en Ciudad Obregón, Sonora, México en 1952. Tiene su sede en Celaya, Guanajuato y opera en México y los Estados Unidos. Su principal línea de negocio es la avicultura y cuenta además con otras líneas de negocios como son: la producción y comercialización de cerdos vivos, la elaboración y comercialización de productos de valor agregado de pollo, de puerco y de res, la producción y comercialización de alimento balanceado principalmente a otros productores avícolas y ganaderos.

## Historia

### Primeros años
Fue fundado en 1952 por los hermanos Juan, Javier y Enrique Robinson Bours Almada, y su padre Alfonso Robinson Bours que eran dueños de una granja dedicada a la cría de pollos ubicada en la localidad de Bachoco ubicado en el municipio de Huatabampo al sur del estado de Sonora. En 1971 se expandieron fuera del estado de Sonora y comenzaron a vender en Culiacán, Sinaloa.

### Actualidad
En 1994 se establece el Consejo de Administración y así la familia Robinson Bours, fundadora de Bachoco, deja la administración de la compañía. En 1997, Bachoco se convierte en empresa pública y lista sus acciones en las Bolsa Mexicana de Valores el 19 de septiembre y en el New York Stock Exchange. En 2007 adquieren la empresa Mezquital del Oro y empiezan a comercializar pavo bajo la marca de «Delipavo». En 2011 inicia la internacionalización de Bachoco con la adquisición de una empresa avícola en Arkansas, Estados Unidos.